# ウォバッシュ郡 (イリノイ州)
ウォバッシュ郡（英: Wabash County）は、アメリカ合衆国イリノイ州の南東部に位置する郡である。2010年国勢調査での人口は11,947人であり、2000年の12,937人から7.7％減少した。郡庁所在地はマウントカーメル（人口7,284人）であり、同郡で人口最大の都市でもある。

## 歴史
ウォバッシュ郡は1824年にエドワーズ郡から分離して設立された。これは郡庁が現在のマウントカーメル近くの町からアルビオン（現在はエドワーズ郡）の町に移された後、2つの町の民兵が武装対峙を行った後のことだった。
郡名は領域の東と南の境界になっているウォバッシュ川から採られた。「ウォバッシュ」という言葉は、フランス語で川の名前とした "Ouabache" を英語風に綴ったものである。フランス人交易業者達が、マイアミ族インディアンの言葉でこの川を表す "Wabashike"（発音は「ワバシキ」、意味は「清い水」）から川の名前を付けた。川底の大半は白い石灰岩であるが、現在は泥であまり見えない。

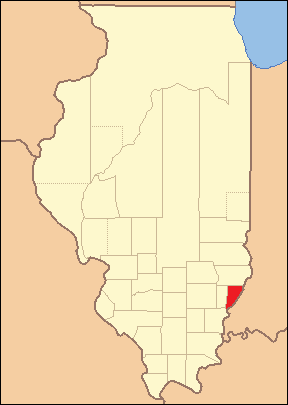
1824年創設時の郡領域、現在まで変わっていない

郡内にあった東部ウッドランド生態系の名残として、ビール森林州立公園の中に、広さ329エーカー (1.33 km2) の「ウォバッシュの森」がある。
1920年代、ウォバッシュ川に造られたグランドラピッズ・ダム近くに、有名なホテル・アンド・リゾートがあった。このホテルはグランドラピッズ・ホテルと呼ばれ、フレデリック・ハインド・ジンマーマンが所有していた。このホテルが存在した9年間に、国内中からの客をもてなした。2011年7月、ジョン・マシュー・ノーランがグランドラピッズ・ホテルの詳細な歴史を著した。

## 地理
アメリカ合衆国国勢調査局に拠れば、郡域全面積は227.51平方マイル (589.2 km2)であり、このうち陸地223.25平方マイル (578.2 km2)、水域は4.25平方マイル (11.0 km2)で水域率は1.87％である。

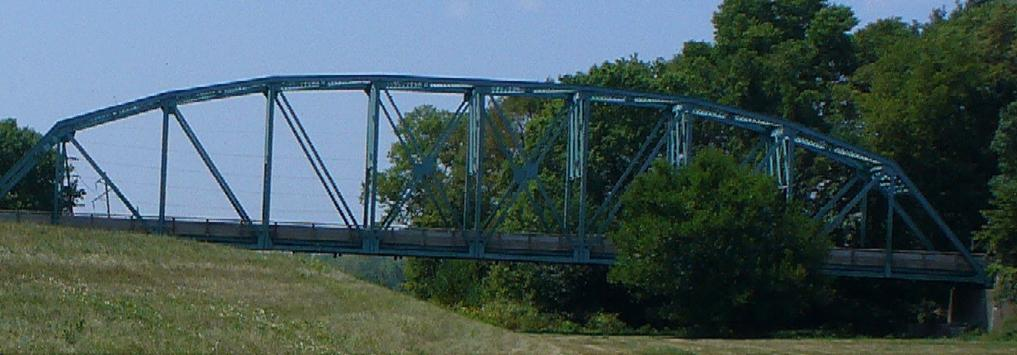
イリノイ州道15号線に架かる橋、ウォバッシュ郡とインディアナ州ギブソン郡とを繋いでいる

### 主要高規格道路
- イリノイ州道1号線
- イリノイ州道15号線

### 隣接する郡
- ローレンス郡 - 北
- ノックス郡 (インディアナ州) - 東
- ギブソン郡 (インディアナ州) - 南
- エドワーズ郡 - 西
- リッチランド郡 - 北西

## 気候と気象
近年、郡庁所在地であるマウントカーメル市の平均気温は1月の21°F (-6 ℃) から7月の89°F (32 ℃) まで変化している。過去最低気温は1985年1月に記録された-19°F (-28 ℃) であり、過去最高気温は1988年7月に記録された102°F (39 ℃) である。月間降水量は2月の2.73インチ (69 mm) から5月の5.12インチ (130 mm) まで変化している。

## 地震
2008年4月18日朝4時37分、イリノイ州の歴史でも最大級の地震が地域を襲った。震源は郡の中央に近いリックプレーリー郡区だった。振動は400マイル (640 km) 離れたネブラスカ州でも感知された。

## 人口動態
以下は2000年国勢調査による人口統計データである。
| 基礎データ - 人口: 12,937人 - 世帯数: 5,192 世帯 - 家族数: 3,587 家族 - 人口密度: 22人/km2（58人/mi2） - 住居数: 5,758軒 - 住居密度: 10軒/km2（26軒/mi2） 人種別人口構成 - 白人: 97.86% - アフリカン・アメリカン: 0.39% - ネイティブ・アメリカン: 0.17% - アジア人: 0.45% - 太平洋諸島系: 0.05% - その他の人種: 0.26% - 混血: 0.83% - ヒスパニック・ラテン系: 0.73% 先祖による構成 - ドイツ系：32.4％ - アメリカ人：22.8％ - イギリス系：11.6％ - アイルランド系：9.4％ 言語による構成 - 英語：97.3％ - スペイン語：1.4％ | 年齢別人口構成 - 18歳未満: 24.2% - 18-24歳: 9.1% - 25-44歳: 26.4% - 45-64歳: 23.3% - 65歳以上: 17.0% - 年齢の中央値: 39歳 - 性比（女性100人あたり男性の人口） - 総人口: 95.3 - 18歳以上: 92.7 世帯と家族（対世帯数） - 18歳未満の子供がいる: 30.9% - 結婚・同居している夫婦: 57.2% - 未婚・離婚・死別女性が世帯主: 8.7% - 非家族世帯: 30.9% - 単身世帯: 27.0% - 65歳以上の老人1人暮らし: 13.6% - 平均構成人数 - 世帯: 2.46人 - 家族: 2.98人 収入と家計 - 収入の中央値 - 世帯: 34,473米ドル - 家族: 42,142米ドル - 性別 - 男性: 31,142米ドル - 女性: 18,091米ドル - 人口1人あたり収入: 16,747米ドル - 貧困線以下 - 対人口: 14.1% - 対家族数: 9.5% - 18歳未満: 19.7% - 65歳以上: 9.5% |

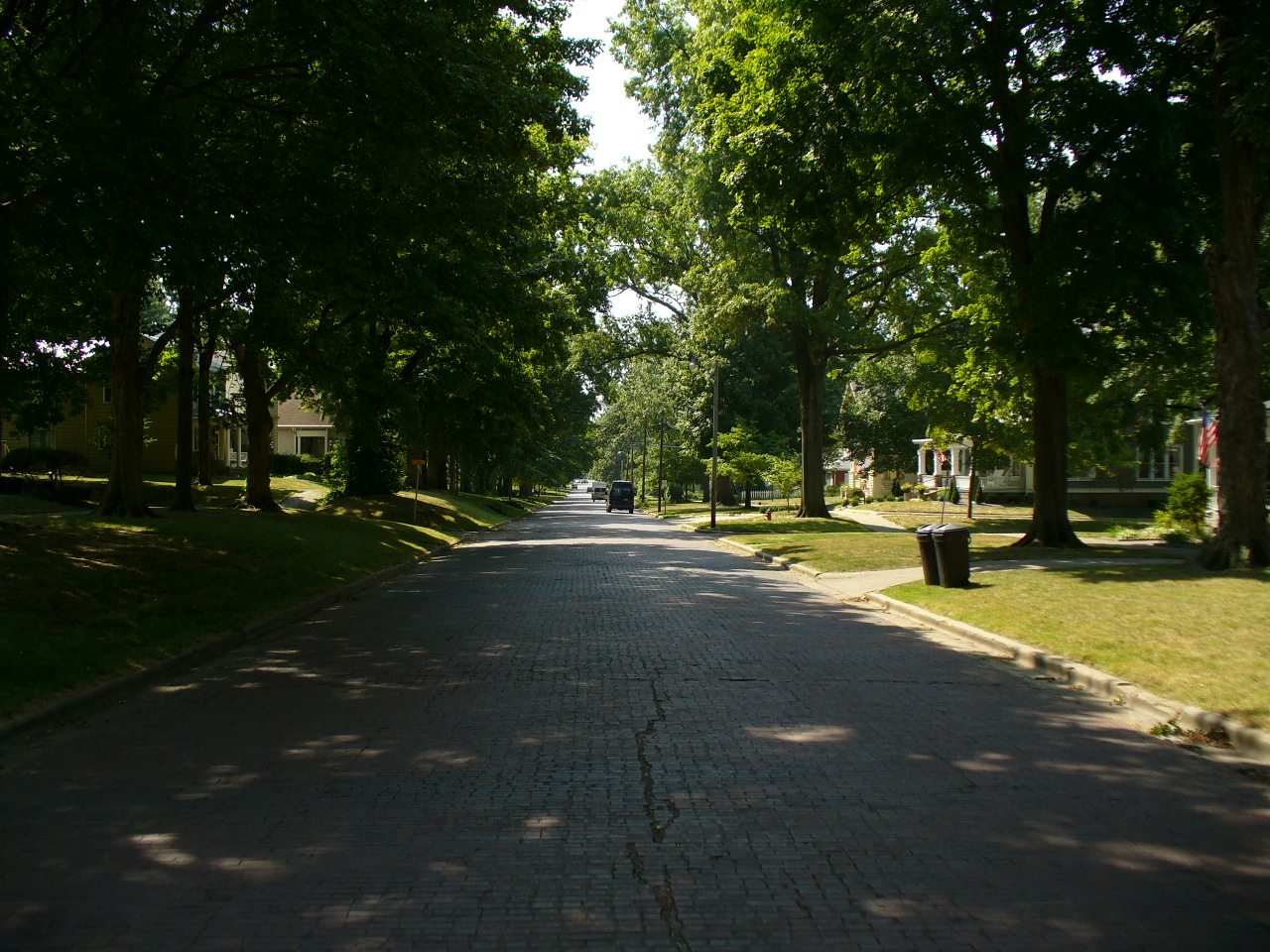
マウントカーメル市のチェリー通り、煉瓦舗装、煉瓦の建築物がある

## 郡区
ウォバッシュ郡は下記8つの郡区に分割されている。郡区は通常の "Township" ではなく、"Precinct" が使われている。このような郡は州内に17ある。郡区名の後の括弧内は郡区にある町を示す。
- ベルモント（ベルモント）
- コフィー（キーンズバーグ）
- コンプトン（イーストグレイビル）
- フレンズビル（フレンズビル）
- ランカスター（ランカスター）
- リックプレーリー（ リックプレーリー）
- マウントカーメル（マウントカーメル）
- ウォバッシュ（アレンデール）

## 都市と町

### 都市
- マウントカーメル - 郡庁所在地

### 村
- アレンデール
- ベルモント
- キーンズバーグ

### 未編入の町国勢調査指定地域
- カウリング
- フレンズビル
- ランカスター
- モード
- オージェン